# Crematogaster phoenica
Crematogaster phoenica är en myrart som beskrevs av Santschi 1915. Crematogaster phoenica ingår i släktet Crematogaster och familjen myror.

## Underarter
Arten delas in i följande underarter:
- C. p. phoenica
- C. p. pygmalion